# Gran Premio motociclistico d'Aragona
Il Gran Premio motociclistico d'Aragona è una delle prove che compongono il calendario del motomondiale.

## La storia
Il Gran Premio d'Aragona è stato introdotto inizialmente per sostituire il Gran Premio d'Ungheria nella stagione 2010, si disputa nel circuito della ciudad del Motor de Aragón, ad Alcañiz. Diventato poi tappa fissa, a partire dal 2023 si decide di correre a rotazione su non più di tre circuiti spagnoli, risultando questo Gran Premio il primo a saltare. Ritorna in calendario nel 2024, anno in cui vengono comunque confermati quattro Gran Premi spagnoli.

## Risultati del Gran Premio
| Anno | Circuito         | Classe 125              | Moto2                     | MotoGP                     | Resoconto |
| ---- | ---------------- | ----------------------- | ------------------------- | -------------------------- | --------- |
| 2010 | Motorland Aragón | Pol Espargaró (Derbi)   | Andrea Iannone (Speed Up) | Casey Stoner (Ducati)      | Resoconto |
| 2011 | Motorland Aragón | Nicolás Terol (Aprilia) | Marc Márquez (Suter)      | Casey Stoner (Honda)       | Resoconto |
| Anno | Circuito         | Moto3                   | Moto2                     | MotoGP                     | Resoconto |
| 2012 | Motorland Aragón | Luis Salom (Kalex KTM)  | Pol Espargaró (Kalex)     | Daniel Pedrosa (Honda)     | Resoconto |
| 2013 | Motorland Aragón | Álex Rins (KTM)         | Nicolás Terol (Suter)     | Marc Márquez (Honda)       | Resoconto |
| 2014 | Motorland Aragón | Romano Fenati (KTM)     | Maverick Viñales (Kalex)  | Jorge Lorenzo (Yamaha)     | Resoconto |
| 2015 | Motorland Aragón | Miguel Oliveira (KTM)   | Esteve Rabat (Kalex)      | Jorge Lorenzo (Yamaha)     | Resoconto |
| 2016 | Motorland Aragón | Jorge Navarro (Honda)   | Sam Lowes (Kalex)         | Marc Márquez (Honda)       | Resoconto |
| 2017 | Motorland Aragón | Joan Mir (Honda)        | Franco Morbidelli (Kalex) | Marc Márquez (Honda)       | Resoconto |
| 2018 | Motorland Aragón | Jorge Martín (Honda)    | Brad Binder (KTM)         | Marc Márquez (Honda)       | Resoconto |
| 2019 | Motorland Aragón | Arón Canet (KTM)        | Brad Binder (KTM)         | Marc Márquez (Honda)       | Resoconto |
| 2020 | Motorland Aragón | Jaume Masiá (Honda)     | Sam Lowes (Kalex)         | Álex Rins (Suzuki)         | Resoconto |
| 2021 | Motorland Aragón | Dennis Foggia (Honda)   | Raúl Fernández (Kalex)    | Francesco Bagnaia (Ducati) | Resoconto |
| 2022 | Motorland Aragón | Izan Guevara (Gas Gas)  | Pedro Acosta (Kalex)      | Enea Bastianini (Ducati)   | Resoconto |

| Anno | Circuito         | Moto3                    | Moto2              | MotoGP                | MotoGP                | Resoconto |
| Anno | Circuito         | Moto3                    | Moto2              | Sprint                | Gara                  | Resoconto |
| ---- | ---------------- | ------------------------ | ------------------ | --------------------- | --------------------- | --------- |
| 2024 | Motorland Aragón | José Antonio Rueda (KTM) | Jake Dixon (Kalex) | Marc Márquez (Ducati) | Marc Márquez (Ducati) | Resoconto |
| 2025 | Motorland Aragón | David Muñoz (KTM)        | Deniz Öncü (Kalex) | Marc Márquez (Ducati) | Marc Márquez (Ducati) | Resoconto |